# مايكل كاكويانيس
مايكل كاكويانيس (باليونانية: Μιχάλης Κακογιάννης)‏ (11 يونيو 1922 - 25 يوليو 2011) مخرج وسيناريست قبرصي يوناني، اشتهر بفيلمه زوربا اليوناني عام 1964 المستوحى من رواية للكاتب نيكوس كازانتزاكيس والفيلم من بطولة أنطوني كوين وألان باتس. رشح الفليم لجائزة الأوسكار خمس مرات وهو رقم قياسي لأي فنان سينمائي قبرصي.
حصل على ترشيحات أفضل مخرج وأفضل سيناريو مقتبس وأفضل فيلم عن فيلم زوربا اليوناني، وترشيحان في فئة الأفلام الأجنبية لفيلم إلكترا وفيلم إيفيجينيا. أخرج في مسيرته ستة عشر فيلماُ فقط .

## حياته
ولد كاكويانيس عام 1922 في ليماسول ، قبرص. حصل والد ، السير بانايوتيس لويزو كاكويانيس، على وسام فارس في عيد ميلاد عام 1936 من قبل حكومة المملكة المتحدة للخدمات العامة في قبرص. وأخته هي السياسية ستيلا سوليوتي.
في عام 1939، أرسله والده إلى لندن ليصبح محامياً. تخرج من كلية الحقوق والتحق بخدمة بي بي سي العالمية، وسرعان ما تولى مسئولية الخدمة القبرصية الجديدة. كان نائبه ببا كليريديس، شقيقة طيار سلاح الجو الملكي البريطاني والرئيس المستقبلي لقبرص غلافكوس كليريدس.  ومع ذلك، بعد إنتاج برامج باللغة اليونانية لخدمة بي بي سي العالمية أثناء الحرب العالمية الثانية،  انتهى به الأمر في مدرسة أولد فيك ، وتمتع بمسيرة مهنية قصيرة هناك تحت اسم مايكل يانيس قبل أن يبدأ العمل في أفلام. بعد أن واجهت صعوبة في العثور على وظيفة إخراج في صناعة السينما البريطانية، انتقل كاكويانيس إلى اليونان ، وفي عام 1953 قدم فيلمه الأول الذي أدخل إلى مهرجان كان وهو من تلحين أندريه رايدرومن تصوير ألفيزي أورفانيللي. توفي كاكويانيس في 25 يوليو 2011 في أثينا ، عن عمر يناهز 89 عامًا.

## وصلات خارجية
- مايكل كاكويانيس على موقع IMDb (الإنجليزية)
- مايكل كاكويانيس على موقع ألو سيني (الفرنسية)
- مايكل كاكويانيس على موقع تيرنر كلاسيك موفيز (الإنجليزية)
- مايكل كاكويانيس على موقع أول موفي (الإنجليزية)
- مايكل كاكويانيس على موقع قاعدة بيانات برودواي على الإنترنت (الإنجليزية)
- مايكل كاكويانيس على موقع قاعدة بيانات الأفلام السويدية (السويدية)
- مايكل كاكويانيس على موقع إن إن دي بي (الإنجليزية)
- مايكل كاكويانيس على موقع ديسكوغز (الإنجليزية)
- مايكل كاكويانيس على موقع قاعدة بيانات الفيلم (الإنجليزية)
- مايكل كاكويانيس على موقع كينوبويسك (الروسية)